# Antonio Fassina
Antonio Fassina, pseud. Tony (ur. 26 lipca 1945 roku w Valdobbiadene) – włoski kierowca rajdowy. Rajdowy mistrz Europy z roku 1982, trzykrotny rajdowy mistrz Włoch, przedsiębiorca.

## Kariera
Fassina brał udział w rajdach w latach 70 i 80, XX wieku, odnosząc głównie sukcesy we włoskich imprezach. W roku 1976 i 1979 został rajdowym mistrzem Włoch kierując samochodem Lancia Stratos HF. W roku 1981 ponownie wygrał generalną klasyfikację mistrzostw Włoch tym razem prowadząc Opla Asconę 400. W roku 1982 zdobył pierwsze miejsce w Rajdowych mistrzostwach Europy wygrywający cztery rajdy (w tym dwa o najwyższym współczynniku). Razem startując w latach 1979–1984 wygrał 8 rajdów zaliczanych do mistrzostw Europy. W latach 1976–1981 uczestniczył w rajdach zaliczanych do Rajdowych mistrzostw świata, jeden z nich wygrywając – Rajd San Remo 1979. W swoich pięciu startach w WRC, wygrał 28 odcinków specjalnych.

## Podia w rajdach WRC[1]
| Nr | Rajd              | Sezon | Pilot            | Samochód          | Miejsce |
| -- | ----------------- | ----- | ---------------- | ----------------- | ------- |
| 1  | 19. Rajd San Remo | 1977  | Mauro Mannini    | Lancia Stratos HF | 3       |
| 2  | 21. Rajd San Remo | 1979  | Mauro Mannini    | Lancia Stratos HF | 1       |
| 3  | 23. Rajd San Remo | 1981  | Roberto Dalpozzo | Opel Ascona 400   | 3       |